# Presidente de Portugal
El presidente de la República Portuguesa (en portugués: Presidente da República Portuguesa) es el jefe de Estado de Portugal. La presidencia de la República Portuguesa es, al igual que el Asamblea, el Gobierno y los Tribunales de Justicia, un órgano de la soberanía portuguesa. Sus funciones constitucionales son, básicamente, ejercer la representación de la República Portuguesa, ser el garante de la independencia nacional y de la unidad del Estado y garantizar el funcionamiento regular de las instituciones, siendo además inherentemente, el comandante supremo de las Fuerzas Armadas.
El presidente de Portugal se reviste en los actos oficiales con una banda de tres colores que le sirve de distintivo en calidad de gran maestre de las Tres Órdenes.
El presidente es elegido por los ciudadanos mediante sufragio universal directo por un período de 5 años, no pudiendo ser reelegido para un tercer mandato consecutivo. Las candidaturas son propuestas por ciudadanos electores (requiriéndose un mínimo de 7.500 y un máximo de 15.000) y el candidato debe obtener necesariamente más de la mitad de los votos válidos emitidos. Para ello, si es necesario, se realiza una segunda vuelta con los dos candidatos que han obtenido más apoyos en la primera votación.
El salario mensual y los subsidios recibidos por el presidente de la República se rigen por leyes especiales. Los sueldos de los otros titulares de cargos políticos se definen en términos del salario recibido por el presidente de República.
El Consejo de Estado es el órgano político que asesora al presidente de la República.
El presidente tiene su residencia oficial en el Palacio Nacional de Belém, en Lisboa.

## Facultades y poderes
- El presidente ejerce las funciones de comandante supremo de las Fuerzas Armadas y nombra y destituye, a propuesta del Gobierno, al jefe del Estado Mayor General de las Fuerzas Armadas y a los jefes de Estado Mayor de las tres ramas de las Fuerzas Armadas.
- El presidente puede disolver la Asamblea de la República, lo que implica la necesidad de convocar nuevas elecciones legislativas y después de la finalización de éstas, la dimisión del gobierno .
- El presidente nombra al primer ministro de acuerdo a los resultados de las elecciones y nombra a los demás miembros del Gobierno a propuesta del primer ministro. Puede, por el contrario, descartar el Gobierno cuando ello sea necesario para garantizar el buen funcionamiento de las instituciones democráticas.
- Los órganos de autogobierno de las regiones autónomas pueden ser disueltos por el presidente en caso de que cometan actos graves contrarios a la Constitución.
- Declara el estado de sitio y el de emergencia, oído el Gobierno y con el permiso de la Asamblea de la República.
- A propuesta del Gobierno y con la autorización del Parlamento, el presidente puede declarar la guerra en caso de agresión efectiva o inminente y hacer la paz.
- Promulga y firma y, en consecuencia, puede vetar la promulgación o la firma de leyes, decretos-leyes, decretos y demás disposiciones reguladoras del Gobierno.
- En el ámbito de su competencia en las relaciones internacionales, el presidente ratifica los tratados internacionales.
- El presidente decide sobre las convocatorias de referéndum, cuya realización le es propuesta por la Asamblea de la República.
- El presidente podrá requerir al Tribunal Constitucional que revise preventivamente la constitucionalidad de las normas contenidas en convenios internacionales o decretos que hayan sido remitidos para su promulgación como ley orgánica, ley o decreto-ley.
- El presidente nombra y cesa, en algunos casos bajo una propuesta del Gobierno, a los titulares de los órganos importantes del Estado como los representantes de la República para las regiones autónomas, el presidente de la Corte Suprema y el fiscal general, los cinco miembros del Consejo de Estado y los dos miembros del Consejo Superior de la Magistratura.
- El presidente nombra a los embajadores y enviados extraordinarios a propuesta del Gobierno y recibe a los representantes diplomáticos extranjeros.
- El presidente, previa consulta con el Gobierno, puede realizar indultos y conmutar penas.

## Lista de presidentes

### Primera República portuguesa (1910-1926)
| N.°                                      | Retrato | Presidente de la República                                             | Inicio                  | Fin                     | Partido                                                  | Elecciones                           |
| ---------------------------------------- | ------- | ---------------------------------------------------------------------- | ----------------------- | ----------------------- | -------------------------------------------------------- | ------------------------------------ |
| Gobierno provisional (1910-1911)         |         |                                                                        |                         |                         |                                                          |                                      |
| —                                        |         | Teófilo Braga (1843-1924) Presidente del Gobierno provisional          | 5 de octubre de 1910    | 24 de agosto de 1911    | Partido Republicano Portugués                            | —                                    |
| Presidentes constitucionales (1911-1917) |         |                                                                        |                         |                         |                                                          |                                      |
| 1                                        |         | Manuel de Arriaga (1840-1917) Presidente de la República               | 24 de agosto de 1911    | 29 de mayo de 1915      | Partido Republicano Portugués Independiente (desde 1912) | 1911                                 |
| 2                                        |         | Teófilo Braga (1843-1924) Presidente de la República                   | 29 de mayo de 1915      | 5 de octubre de 1915    | Partido Democrático                                      | mayo de 1915                         |
| 3                                        |         | Bernardino Machado (1851-1944) Presidente de la República              | 5 de octubre de 1915    | 5 de diciembre de 1917  | Partido Democrático                                      | agosto de 1915                       |
| República Nova (1917-1918)               |         |                                                                        |                         |                         |                                                          |                                      |
| —                                        |         | Junta Revolucionaria                                                   | 12 de diciembre de 1917 | 27 de diciembre de 1917 |                                                          | Golpe de Estado de diciembre de 1917 |
| -                                        |         | Sidónio Pais (1872-1918) Presidente interino Presidente del Ministerio | 27 de diciembre de 1917 | 9 de mayo de 1918       | Partido Nacional Republicano                             | -                                    |
| 4                                        |         | Sidónio Pais (1872-1918) Presidente de la República                    | 9 de mayo de 1918       | 14 de diciembre de 1918 | Partido Nacional Republicano                             | 1918                                 |
| —                                        |         | Consejo de Ministros dirigido por João do Canto e Castro               | 14 de diciembre de 1918 | 16 de diciembre de 1918 | Partido Nacional Republicano                             | —                                    |
| Presidentes constitucionales (1918-1926) |         |                                                                        |                         |                         |                                                          |                                      |
| 5                                        |         | João do Canto e Castro (1862-1934) Presidente de la República          | 16 de diciembre de 1918 | 5 de octubre de 1919    | Partido Nacional Republicano                             | diciembre de 1918                    |
| 6                                        |         | António José de Almeida (1866-1929) Presidente de la República         | 5 de octubre de 1919    | 5 de octubre de 1923    | Partido Republicano Liberal                              | 1919                                 |
| 7                                        |         | Manuel Teixeira Gomes (1860-1941) Presidente de la República           | 5 de octubre de 1923    | 11 de diciembre de 1925 | Partido Democrático                                      | 1923                                 |
| 8                                        |         | Bernardino Machado (1851-1944) Presidente de la República              | 11 de diciembre de 1925 | 31 de mayo de 1926      | Partido Democrático                                      | 1925                                 |

### Segunda República portuguesa (1926-1974)
| N.°                            | Retrato | Presidente de la República                                               | Inicio                  | Fin                     | Partido                     | Elecciones              |
| ------------------------------ | ------- | ------------------------------------------------------------------------ | ----------------------- | ----------------------- | --------------------------- | ----------------------- |
| Dictadura militar (1926-1928)  |         |                                                                          |                         |                         |                             |                         |
| 9                              |         | José Mendes Cabeçadas (1883-1965) Presidente de la República             | 31 de mayo de 1926      | 17 de junio de 1926     | Militar                     | Golpe de Estado de 1926 |
| —                              |         | Consejo de Ministros dirigido por Gomes da Costa                         | 17 de junio de 1926     | 29 de junio de 1926     | Militar                     | —                       |
| 10                             |         | Manuel de Oliveira Gomes da Costa (1863-1929) Presidente de la República | 29 de junio de 1926     | 9 de julio de 1926      | Militar                     | —                       |
| —                              |         | Consejo de Ministros dirigido por Óscar Carmona                          | 9 de julio de 1926      | 16 de noviembre de 1926 | Militar                     | —                       |
| 11                             |         | António Óscar de Fragoso Carmona (1869-1951) Presidente de la República  | 16 de noviembre de 1926 | 15 de abril de 1928     | Militar                     | —                       |
| Dictadura Nacional (1928-1933) |         |                                                                          |                         |                         |                             |                         |
| —                              |         | António Óscar de Fragoso Carmona (1869-1951) Presidente de la República  | 15 de abril de 1928     | 11 de abril de 1933     | União Nacional (desde 1930) | 1928                    |
| Estado Novo (1933-1974)        |         |                                                                          |                         |                         |                             |                         |
| —                              |         | António Óscar de Fragoso Carmona (1869-1951) Presidente de la República  | 11 de abril de 1933     | 15 de abril de 1935     | União Nacional              | —                       |
| —                              |         | António de Oliveira Salazar (1889-1970) (Presidente interino)            | 15 de abril de 1935     | 26 de abril de 1935     | União Nacional              | —                       |
| —                              |         | António Óscar de Fragoso Carmona (1869-1951) Presidente de la República  | 26 de abril de 1935     | 18 de abril de 1951 †   | União Nacional              | —                       |
| —                              |         | António de Oliveira Salazar (1889-1970) (Presidente interino)            | 18 de abril de 1951     | 21 de julio de 1951     | União Nacional              | —                       |
| 12                             |         | Francisco Craveiro Lopes (1894-1964) Presidente de la República          | 21 de julio de 1951     | 9 de agosto de 1958     | União Nacional              | 1951                    |
| 13                             |         | Américo Tomás (1894-1987) Presidente de la República                     | 9 de agosto de 1958     | 25 de abril de 1974     | União Nacional              | 1958 1965 1972          |

### Tercera República portuguesa (1974-)
| N.°                                  | Retrato | Presidente de la República                                      | Inicio                   | Fin                      | Partido                                    | Elecciones |
| ------------------------------------ | ------- | --------------------------------------------------------------- | ------------------------ | ------------------------ | ------------------------------------------ | ---------- |
| Junta de Salvación Nacional (1974)   |         |                                                                 |                          |                          |                                            |            |
| —                                    |         | Junta de Salvación Nacional (Presidencia interina)              | 25 de abril de 1974      | 15 de mayo de 1974       |                                            | —          |
| Presidentes militares (1974-1976)    |         |                                                                 |                          |                          |                                            |            |
| 14                                   |         | António de Spínola (1910-1996) Presidente de la República       | 15 de mayo de 1974       | 30 de septiembre de 1974 | Militar                                    | —          |
| 15                                   |         | Francisco da Costa Gomes (1914-2001) Presidente de la República | 30 de septiembre de 1974 | 14 de julio de 1976      | Militar                                    | —          |
| Presidentes constitucionales (1976-) |         |                                                                 |                          |                          |                                            |            |
| 16                                   |         | António Ramalho Eanes (1935-) Presidente de la República        | 14 de julio de 1976      | 9 de marzo de 1986       | Partido Renovador Democrático (desde 1985) | 1976 1980  |
| 17                                   |         | Mário Soares (1924-2017) Presidente de la República             | 9 de marzo de 1986       | 9 de marzo de 1996       | Partido Socialista                         | 1986 1991  |
| 18                                   |         | Jorge Sampaio (1939-2021) Presidente de la República            | 9 de marzo de 1996       | 9 de marzo de 2006       | Partido Socialista                         | 1996 2001  |
| 19                                   |         | Aníbal Cavaco Silva (1939-) Presidente de la República          | 9 de marzo de 2006       | 9 de marzo de 2016       | Partido Social Demócrata                   | 2006 2011  |
| 20                                   |         | Marcelo Rebelo de Sousa (1948-) Presidente de la República      | 9 de marzo de 2016       | Presente                 | Partido Social Demócrata                   | 2016 2021  |